# Meunet-Planches

Meunet-Planches este o comună în departamentul Indre, Franța. În 1 ianuarie 2022 avea o populație de 168 de locuitori.